# Xerophyta dasylirioides
Xerophyta dasylirioides är en enhjärtbladig växtart som beskrevs av John Gilbert Baker. Xerophyta dasylirioides ingår i släktet Xerophyta och familjen Velloziaceae.
Artens utbredningsområde är Madagaskar.

## Underarter
Arten delas in i följande underarter:
- X. d. andringitrensis
- X. d. brevifolia
- X. d. dasylirioides
- X. d. pectinata
- X. d. spinulosa
- X. d. tulearensis